# Anderson Bruford Wakeman Howe (album)
Anderson Bruford Wakeman Howe (noto anche come ABWH) è l'unico album in studio del gruppo musicale britannico omonimo, pubblicato nel 1989 dalla Arista Records.

## Descrizione
Il progetto ABWH iniziò nell'autunno del 1987, epoca in cui gli Yes avevano acquisito la cosiddetta formazione "Yeswest" con il chitarrista Trevor Rabin. Anderson, che con gli Yeswest aveva realizzato due album (90125 e Big Generator), si ritenne insoddisfatto della direzione pop presa dal gruppo. Chiamò quindi con sé tre musicisti dell'epoca storica degli Yes, che avevano abbandonato in diversi momenti: il chitarrista Steve Howe, il tastierista Rick Wakeman e il batterista Bill Bruford. 
Il materiale dell'album fu provato a Parigi e poi inciso nell'isola di Montserrat. Molti brani dell'album (in particolare Teakbois) hanno elementi di musica latina e caraibica. Let's Pretend fu composta con Vangelis, che da tempo conosceva e collaborava con Anderson; il brano, in effetti, era originariamente un inedito di Jon & Vangelis (il duo Anderson/Vangelis), al quale gli altri membri del gruppo apportarono contributi personali.
La copertina dell'album fu realizzata da Roger Dean, in passato illustratore di album classici degli Yes (da Fragile a Relayer. Per Anderson Bruford Wakeman Howe Dean studiò un nuovo set di caratteri calligrafici, e due dipinti, Blue Desert (la copertina dell'album) e Red Desert (il retro). Si tratta dei due più grandi dipinti mai realizzati da Dean.
Fra i brani dell'album, quello che divenne più popolare fu Brother of Mine, il cui video musicale fu trasmesso frequentemente su MTV. Lo stile di questo lavoro ricorda gli Yes classici, con brani strutturati e complessi, melodie sofisticate, ritmiche inusuali, e così via; in particolare, il brano Quartet include numerosi riferimenti a brani degli Yes classici, sia nei testi (Long Distance Runaround, South Side of the Sky, Roundabout) che nella forma di riproduzioni in sottofondo (Soon, The Revealing Science of God, Madrigal, Onward). I due elementi che lo differenziano in maniera più evidente dalla produzione classica degli Yes sono, per quanto riguarda Chris Squire, l'assenza delle armonie vocali con Anderson e le sue linee di basso, mentre per quanto concerne Bruford il suo stile batteristico, che pur mantenendosi eclettico e espressivo ritmicamente, si avvale in Anderson Bruford Wakeman Howe di una nuova gamma di suoni di batteria elettronica. I testi di Anderson risultano più espliciti di quelle degli anni settanta, e parlando abbastanza esplicitamente dell'interesse del cantante per la spiritualità e la New Age, con riferimenti espliciti a Carlos Castaneda (la "seconda attenzione" di Themes), all'approccio New Age verso l'esperienza unitaria di tutte le religioni (we have walked the path of all the known religions, in Brother of Mine), all'ambientalismo e ai diritti civili dei popoli (Birthright è una condanna degli esperimenti atomici condotti a Woomera dal Regno Unito senza avvertire o proteggere gli aborigeni del luogo).
Alcune demo dei brani dell'album sono state pubblicate nell'album solista di Steve Howe. Homebrew.

## Tracce
Testi e musiche di Jon Anderson, Bill Bruford, Steve Howe e Rick Wakeman, eccetto dove indicato.
1. Themes – 5:58
2. Fist of Fire – 3:27
3. Brother of Mine – 10:18
4. Birthright – 6:02 (Jon Anderson, Bill Bruford, Steve Howe, Rick Wakeman, Max Bacon)
5. The Meeting – 4:21
6. Quartet – 9:22
7. Teakbois: The Life and Times of Bobby Dread – 7:39
8. Order of the Universe – 9:02
9. Let's Pretend – 2:56 (Jon Anderson, Bill Bruford, Steve Howe, Rick Wakeman, Vangelis)
10. Vultures in the City – 3:58

## Formazione
Gruppo
- Jon Anderson – voce
- Bill Bruford – batteria
- Rick Wakeman – tastiera
- Steve Howe – chitarra

Altri musicisti
- Tony Levin – basso, Chapman Stick
- Julian Colbeck – tastiera, programmazione, orchestrazione, cori
- Milton McDonald – chitarra ritmica
- Deborah Anderson – cori
- Tessa Niles – cori
- Carol Kenyon – cori
- Frank Dunnery – cori
- Chris Kimsey – cori
- Emerald Community Singers di Montserrat – coro